# Otto Mohr (Ingenieur, 1908)
Otto Mohr (* 8. Mai 1908 in Heidelberg; † 14. September 1981 in Ebersberg) war ein deutscher Elektroingenieur und Hochschullehrer.

## Leben
Otto Mohr studierte Elektrotechnik an der Technischen Hochschule Dresden. Im Jahr 1934 promovierte er bei Adolf Günther-Schulze mit einer Arbeit zu „Der Einfluss der Sauerstoffbeladung auf das elektrische Verhalten der Ventilschichten von W, Ta, Nb“. Von 1935 an arbeitete er im Forschungsinstitut der AEG in Berlin-Reinickendorf. Ab März 1948  war Mohr zunächst außerordentlicher Professor, ab Oktober 1949 dann ordentlicher Professor für Allgemeine Elektrotechnik an der Technischen Universität Berlin. Von 1953 bis 1955 war er Dekan der  Fakultät für Maschinenwesen. Ende der 1960er-Jahre wurde er beurlaubt, um die Amtsgeschäfte als Präsident der Fraunhofer-Gesellschaft wahrzunehmen.
Otto Mohr war Mitglied des Vereins Deutscher Ingenieure (VDI) mit der Mitgliedsnummer 50873. Von Januar 1963 bis Mai 1964 war er Vorsitzender der VDI/VDE-Fachgruppe „Regelungstechnik“. Er war auch Vorsitzender des Ausschusses Steuerungs- und Regelungstechnik im Deutschen Normenausschuss (DNA). Auf dem Deutschen Ingenieurtag 1966 in Berlin hielt er den Festvortrag. Der DNA zeichnete ihn mit der DIN-Ehrennadel aus.